# Felicitas Woll

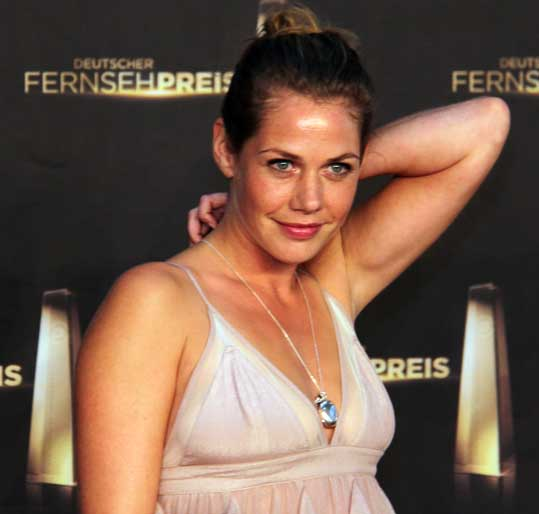
Felicitas Woll beim Deutschen Fernsehpreis 2012

Felicitas Katharina Woll (* 20. Januar 1980 in Homberg (Efze)) ist eine deutsche Schauspielerin. Bekannt wurde sie durch die ARD-Serie Berlin, Berlin und den Fernsehfilm Dresden.

## Leben

### Anfänge
Felicitas Woll wuchs im hessischen Harbshausen in einem Mehrgenerationenhaus auf. Sie hat vier Schwestern und zwei Brüder. Als Kind reiste sie mit ihrer Mutter ein Jahr durch Europa. Vier Monate lang machte sie eine Ausbildung zur Krankenschwester. Durch Zufall wurde sie von ihrem späteren Agenten Frank Oliver Schulz in der Diskothek Downtown in Korbach entdeckt.
Mit 19 Jahren ging sie nach Peking und arbeitete dort für das chinesische Fernsehen in der deutsch-chinesischen Fernsehserie True Love Is Invisible/Magic Love. Für diese Serie drehte sie 20 Folgen ab. Nach einem Casting wurde sie für die RTL-Fernsehserie Die Camper engagiert und spielte drei Jahre lang die Rolle der Tanja Ewermann. 1998 nahm sie neben ihren Verpflichtungen als Schauspielerin Schauspielunterricht im Düsseldorfer Tanzhaus NRW bei Wladimir Matuchin. Hierfür zog sie nach Köln um.

### Erste Erfolge und Durchbruch
Es folgten Serienrollen in Evelyn Hamanns Geschichten aus dem Leben und in Nesthocker – Familie zu verschenken. 2001 kam mit dem Kinofilm Mädchen, Mädchen von Dennis Gansel ihr schauspielerischer Durchbruch. Im selben Jahr übersiedelte sie nach Berlin, um die Figur der Lolle in der ARD-Vorabendserie Berlin, Berlin zu spielen. Sie sang dafür gemeinsam mit Two Is One den Track Baby, Now That I’ve Found You ein. Für ihre Rolle wurde sie 2002 mit dem Deutschen Fernsehpreis, 2003 mit dem Grimme-Preis und 2004 mit der Goldenen Rose von Luzern für die beste weibliche Sitcom-Hauptrolle ausgezeichnet. Im selben Jahr erhielt die Fernsehserie Berlin, Berlin einen Emmy.
Anfang 2003 war sie als Arzttochter Maruschka Steinborn in der Tatort-Episode Bienzle und der Tod im Teig zu sehen. 2004 spielte Woll die Hauptrolle der Mia in dem Kinofilm Abgefahren – Mit Vollgas in die Liebe und sprach in der deutschen Synchronfassung des computeranimierten Pixar-Kinofilms Die Unglaublichen – The Incredibles die Rolle der Violet Parr. Im 2005 gedrehten ZDF-Zweiteiler Dresden verkörperte sie eine junge deutsche Krankenschwester, die sich während der Zerstörung der Stadt Dresden durch alliierte Bomber im Februar 1945 in einen britischen Piloten verliebt. 2008 war Woll in dem zweiteiligen Sat1-Drama Wir sind das Volk – Liebe kennt keine Grenzen, welches das politische Geschehen in der DDR im Herbst 1989 thematisiert, neben Anja Kling und Hans-Werner Meyer in einer der Hauptrollen zu sehen. In dem ARD-Vertriebenendrama Kinder des Sturms (2009) verkörperte Woll die junge Witwe Rosemarie Hermann, die mit ihrem Vater, ihren zwei Kindern und ihrer Schwester Anfang 1945 aus Schlesien flieht, von ihren Kindern getrennt wird und in ihrer neuen Heimat Stuttgart verzweifelt versucht, die Kinder wiederzufinden.

### Karriere seit 2010

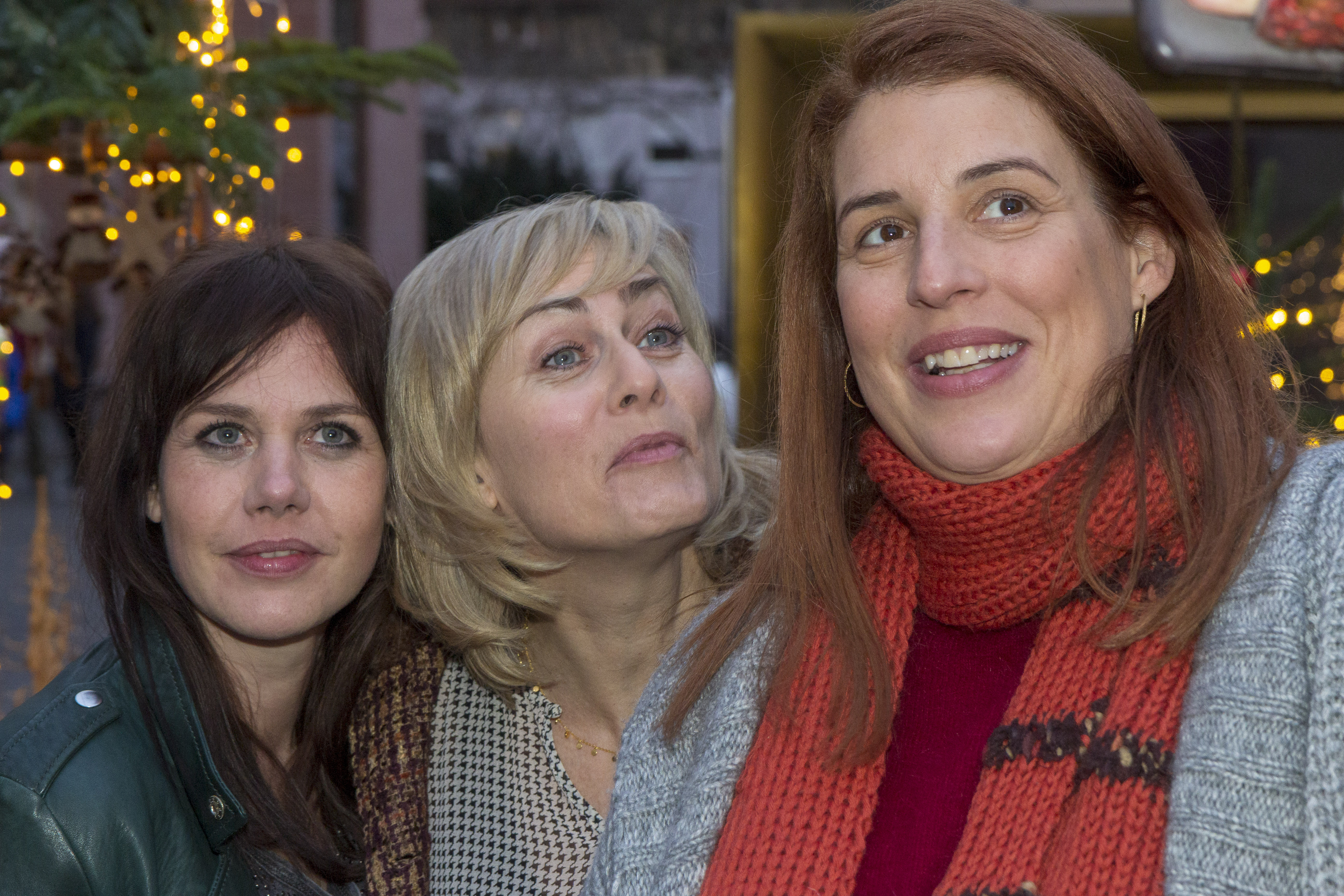
Felicitas Woll, Gesine Cukrowski und Elena Uhlig in Weihnachtstöchter

2011 spielte Felicitas Woll in dem ARD-Fernsehfilm Carl & Bertha die Rolle der Automobilpionierin Bertha Benz, Ken Duken übernahm als ihr Filmpartner die Rolle des Carl Benz. 2013 stand sie in Die Männer der Emden erneut mit Ken Duken in den Hauptrollen zusammen vor der Kamera. Sie spielte die für den Film eigens erfundene Adelige Maria von Plettenberg, die sich heimlich mit dem jungen Marineleutnant Karl Overbeck (Ken Duken) verlobt.
Von 2013 bis 2018 spielte sie in der ZDF-Reihe Der Taunuskrimi nach den Romanen von Nele Neuhaus an der Seite von Tim Bergmann die Kommissarin Pia Sander.
In der romantischen TV-Komödie Utta Danella – Von Kerlen und Kühen (2014) war Woll die Jungbäuerin Anna, die den elterlichen Betrieb in Oberbayern übernehmen soll. 2015 war sie in dem Sat1-Drama Die Ungehorsame, der sich mit dem Thema Häusliche Gewalt beschäftigte, als Leonie Keller zu sehen, die ihren Ehemann Alexander Keller in Notwehr umbringt. Für ihre schauspielerische Leistung erhielt sie den Bayerischen Fernsehpreis 2015 und den Quotenmeterpreis 2015.
In dem Alpenthriller Liebe bis in den Mord (2016) spielte Woll, die „die Hilf- und Ausweglosigkeit der Hauptfigur sehr glaubwürdig vermittelt“, die weibliche Hauptrolle der Sonja Gruber, die nach einem Dorffest vergewaltigt wurde, und 15 Jahre später dem Täter (Gabriel Raab) wieder begegnen muss. 2017 spielte Woll in dem Fernsehfilm Nackt. Das Netz vergisst nie., der nach einer wahren Begebenheit entstand und in der Sat1-Themenwoche zu Cyber-Mobbing ausgestrahlt wurde, die Mutter der 16-jährigen Lara, die Opfer von Cyber-Mobbing wird. Im September 2019 war sie in Väter allein zu Haus die Ärztin Judith Lanius; ihr Ehemann Mark (David Rott) ist einer der vier im Mittelpunkt stehenden Familienväter.
In dem in den 1980er Jahren in Karl-Marx-Stadt spielenden „Fernsehfilm der Woche“ des ZDF mit dem Titel Kranke Geschäfte (Erstausstrahlung: September 2020) ist sie, neben Florian Stetter als Ehemann, in der Rolle der Marie Glaser als Mutter einer vierzehnjährigen Tochter, die unter massiven Sehstörungen, Lähmungen und anderen Ausfallerscheinungen leidet, zu sehen. In dem im Dezember 2020 erstausgestrahlten Fernsehfilm Weihnachtstöchter spielte sie neben Elena Uhlig und Gesine Cukrowski eine von drei zerstrittenen Halbschwestern, die in der Adventszeit um das Erbe ihres bei einem Verkehrsunfall ums Leben gekommenen Vaters streiten.
In der vierteiligen Sat.1-Miniserie Du sollst nicht lügen (2021), einer Adaption der britisch-amerikanischen Koproduktion Liar aus dem Jahr 2017, spielte Woll neben Barry Atsma die aus Kiel stammende Lehrerin Laura Hoffmann.
Im Frühjahr 2023 nahm sie als Igel an der achten Staffel der ProSieben-Show The Masked Singer teil und belegte den zweiten Platz.
Seit 2024 spielt sie für die ZDF-„Herzkino“-Fernsehreihe Neuer Wind im Alten Land die Journalistin und Reporterin Beke Rieper, die bei der Altländer Tageszeitung arbeitet.

## Privates
Von 2004 bis 2005 war Felicitas Woll Model für die Young Fashion Serie von s.Oliver.
Woll engagierte sich durch ihre Teilnahme an einer Posterkampagne des DS-Infocenters für Menschen mit Down-Syndrom. Auf den im Oktober 2005 veröffentlichten Postern und Postkarten war Felicitas Woll mit ihrem jüngeren Bruder Tassilo dargestellt, der mit dem Down-Syndrom zur Welt kam. Sie spielt Klavier, Gitarre, Schlagzeug und Keyboard, sammelte Bühnenerfahrung als Sängerin und reitet.
Woll lebt in Hamburg und hat zwei Töchter (* 2006, * 2017), letztere mit Benjamin Piwko, mit dem sie ab 2017 liiert war. Ende April 2025 gab Woll die Trennung von Piwko bekannt.

## Filmografie

### Kino
- 2001: Mädchen, Mädchen
- 2004: Abgefahren – Mit Vollgas in die Liebe
- 2009: Liebe Mauer
- 2010: Vater Morgana
- 2011: Kein Sex ist auch keine Lösung
- 2012: Die Männer der Emden
- 2013: Ein schmaler Grat
- 2015: Hördur – Zwischen den Welten
- 2020: Berlin, Berlin – Der Film
- 2023: Die unlangweiligste Schule der Welt

### Fernsehen (Auswahl)
- 1999: Evelyn Hamanns Geschichten aus dem Leben (Fernsehserie, Folge Zwei kleine Affären)
- 1999–2001: Die Camper (Fernsehserie, 39 Folgen)
- 2000–2001: Nesthocker – Familie zu verschenken (Fernsehserie, 8 Folgen)
- 2002–2005: Berlin, Berlin (Fernsehserie, 86 Folgen)
- 2003: Tatort: Bienzle und der Tod im Teig (Fernsehreihe)
- 2003: Dr. Sommerfeld – Neues vom Bülowbogen (Fernsehserie, Folge Sinnesrauschen)
- 2006: Eine Krone für Isabell
- 2006: Dresden
- 2006: Zwei Engel für Amor (Fernsehserie, Folge Liebe und Traumprinzen)
- 2007: Schillerstraße (Fernsehserie, Folge Der zweite Frühling)
- 2007: Die Märchenstunde (Fernsehserie, Folge Schneewittchen – 7 Zipfel und ein Horst)
- 2007: Zwei Wochen Chef
- 2008: Wir sind das Volk – Liebe kennt keine Grenzen
- 2008: König Drosselbart (ARD-Märchenfilmreihe Sechs auf einen Streich)
- 2009: Kinder des Sturms
- 2010: Küss Dich Reich
- 2010: Bei manchen Männern hilft nur Voodoo
- 2010: Kommissar LaBréa – Mord in der Rue St. Lazare (Fernsehreihe)
- 2010: Katie Fforde: Glücksboten (Fernsehreihe)
- 2011: Carl & Bertha
- 2013–2018: Der Taunuskrimi (Fernsehreihe) → siehe Episodenliste
- 2013: Mord nach Zahlen
- 2013: Großer Mann ganz klein!
- 2014: Der Alte (Fernsehserie, Folge Verlobt mit dem Tod)
- 2014: Utta Danella – Von Kerlen und Kühen (Fernsehreihe)
- 2014: Ein Reihenhaus steht selten allein
- 2015: Die Ungehorsame
- 2016: Weil ich dich liebe
- 2016: Neues aus dem Reihenhaus
- 2016: Liebe bis in den Mord
- 2017: Nackt. Das Netz vergisst nie.
- 2017: Die Chefin (Fernsehserie, Folge Prager Kristalle)
- 2017: Das Nebelhaus
- 2018, 2024: Wer weiß denn sowas?
- 2019–2021: Väter allein zu Haus (Fernsehreihe)
  - 2019: Gerd
  - 2019: Mark
  - 2021: Andreas
- 2019: Kranke Geschäfte
- 2020: Weihnachtstöchter
- 2021: Du sollst nicht lügen (Miniserie)
- 2021: Wer weiß denn sowas? XXL
- 2022: Herzogpark (Miniserie)
- 2023: The Masked Singer (Fernsehshow)
- seit 2024: Neuer Wind im Alten Land (Fernsehreihe)
  - 2024: Beke wirbelt auf
  - 2024: Gestrandet
  - 2025: Erntezeit
  - 2025: Stolz und Vorurteil
- 2024: Blindspot (Fernsehfilm)

### Als Synchronsprecherin
- 2004: Die Unglaublichen – The Incredibles (Synchronstimme von Violetta Parr für Sarah Vowell)

## Diskografie
- 2003: Baby, Now That I’ve Found You (feat. Two Is One), CD-Single, aus der TV-Serie Berlin, Berlin
- 2015: Wenn der Mond scheint (erschienen auf Various Artists – Gute Nacht Sterne)[22]

## Auszeichnungen
- 2002: Deutscher Fernsehpreis (Beste Schauspielerin – Serie – Berlin, Berlin)
- 2003: Grimme-Preis (Hauptrolle als Lolle in Berlin, Berlin)
- 2004: Rose d’Or (Sitcom-Darstellerin – Berlin, Berlin)
- 2006: Bayerischer Fernsehpreis – Nachwuchsförderpreis für ihre Rolle in Dresden
- 2015: Bayerischer Fernsehpreis für ihre Rolle in Die Ungehorsame
- 2015: Quotenmeterpreis – Preis als beste Darstellerin für ihre Rolle in Die Ungehorsame